# 連邦憲法擁護庁
連邦憲法擁護庁（れんぽうけんぽうようごちょう、ドイツ語: Bundesamt für Verfassungsschutz、略称：BfV）は、ドイツ連邦共和国内務・国土省の機関であり、ドイツ国内での反憲法活動を調査する情報機関である。警察のような逮捕権・捜査権は保有しておらず、日本の公安調査庁に相当する。

## 概要

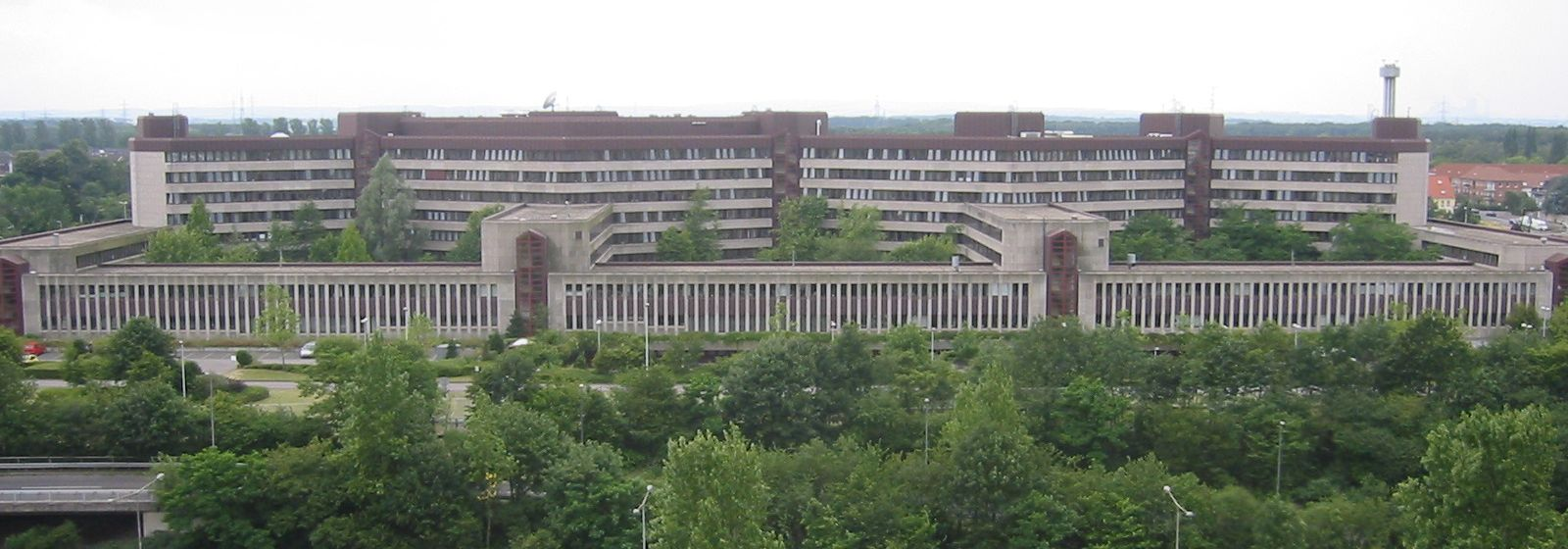
ケルンの連邦憲法擁護庁本部

憲法擁護庁は旧西ドイツにおいて1950年に共産主義者による反憲法的活動の監視を主目的に設立された。初代長官はオットー・ヨーン。機関員は2972人（2016年現在）、予算は年間2億700万ユーロ（2013年現在）
国内における反民主的団体、共産主義団体、軍国主義団体、ネオナチ、テロリストなどの監視に当たるために設立された組織である。東西ドイツの分断時代は東ドイツの情報機関であるシュタージの工作活動の監視や防諜（カウンター・インテリジェンス）任務も担当していたため情報機関としての色彩も強い。現在はイスラーム過激派やネオナチへの対処などが主な課題となっている。

## 歴史
ドイツではかつてヴァイマル憲法という民主的な憲法を持ちながら、ナチスが全権委任法制定という民主的手続きを経て合法的に独裁政権を樹立するのを許してしまったことへの反省から、国民に憲法（ドイツ連邦共和国基本法）への忠誠を求め、自由主義・民主主義を否定する団体の存在を許さないという「戦う民主主義」を原則とした。この憲法秩序を守るために「戦う」組織として、連邦憲法擁護庁は1950年に設立された。
BfVの歴史は波乱に富んだものであった。最初の問題は初代長官のオットー・ヨーンとゲーレン機関の長官ラインハルト・ゲーレンとの確執であった。かつてイギリスに亡命し、エーリッヒ・フォン・マンシュタイン元帥を処刑するかどうかの議論でイギリス当局に協力したヨーンをゲーレンは信用しておらず、首相コンラート・アデナウアーの信任も得る事ができなかった。これに対し、ゲーレン機関は対内情報活動を行うことで首相からの信任を増していった。
その後もBfVには様々な問題が降りかかる。1953年には東ドイツによって起こされたヴルカーン問題に続き、1954年にはヨーン自身が東ドイツへ亡命するという事件が起きた。1963年には元ゲシュタポ要員による盗聴が明るみに出て問題となった。しかしこれを機に収集の方法や人員の再検討が行われたほか、ドイツ連邦政府はこれらの事件を巧みに利用して1968年の基本法第10条の免除規定（第2項。情報機関の活動に関して規定した条文）の制定につなげた。緊急事態法やインテリジェンス関連の法律が制定された1968年からは「憲法擁護報告」を発行することで透明性をアピールした。また、ナチスに協力していた過去のある者は追放された。
1972年以降は外国人過激派、極左過激派対策も任務に加わった。当時、過激派のセクトは細分化し、過激化する、衣替えを行う、活発な理論闘争を行うなどこれまでにはない変化が起こっており従来の捜査では対応するのが難しくなっていたが、これに対してBfVは学問的素養をもった専門担当官を養成することで対応した。冷戦後は不要論も噴出したものの、ネオナチやイスラーム過激派への対策やIT対策を進め、さらに透明性を高める事で、その存在意義を再確認されて現在に至っている。
2011年11月に、ドイツ中部テューリンゲン州を拠点にしている「国家社会主義地下組織（Nationalsozialistischer Untergrund, NSU）」を名乗るネオナチの男女3人により、2000年から2007年までにトルコ系男性8人、ギリシャ系男性1人、ドイツ人女性警察官1人の計10人の連続殺人事件が発生していたことが発覚した際、BfVの要員が事件関連のファイルを破棄していたことが明るみとなり、ハインツ・フロム長官が引責辞任するなど、治安当局と極右勢力の間に密接な繋がりがあるのではないかとの疑念が渦巻いている。

## 組織
当初は管理、情報収集、評価の3局（Abteilung）体制でスタートしたが、冷戦中は8局体制に拡大された。冷戦が終了すると6局体制に縮小されたものの、同時多発テロの改革を経て現在は7局体制となっている。
編制は以下の通り。
- 第1部(Abteilung 1)：基本調査対応
- 第2部(Abteilung 2)：極右及び極左対応
- 第3部(Abteilung 3)：全般作戦支援
- 第4部(Abteilung 4)：防諜、機密管理、サボタージュ対応
- 第5部(Abteilung 5)：国外危険情報・過激派対応（イスラーム過激派除く）
- 第6部(Abteilung 6)：イスラム過激派・テロリズム対応
- Z部(Abteilung Z)：官房
- IT部(Abteilung IT)：情報技術支援

## 関連人物
- ハンス＝ゲオルク・マーセン